# BV Gifhorn
Der Badminton-Verein Gifhorn von 1968 (kurz BV Gifhorn) ist ein reiner Badmintonverein aus Gifhorn in Niedersachsen. Der Verein wurde 1968 gegründet.

## Geschichte
Nach der Gründung im Jahre 1968 dauerte es nur bis 1983, ehe erste Medaillen im Badminton auf nationaler Ebene errungen wurden. Mit dem Aufstieg in die zweite Bundesliga 1991 machte die erste Mannschaft erstmals als Team auf sich aufmerksam. 1996 stieg man erstmals in die 1. Bundesliga auf, konnte die Klasse jedoch nicht halten. In der Folgesaison musste man sogar die 2. Bundesliga verlassen. 1999 schaffte man den direkten Wiederaufstieg. Nach einem weiteren Abstieg 2004 kehrte man im Jahr darauf wieder in die 2. Liga zurück und schaffte 2008 den Aufstieg in die oberste deutsche Spielklasse, um sich dort in den folgenden Jahren zu etablieren.
Zahlreiche weitere Medaillen wurden von Spielern des Vereins in den Einzeldisziplinen bei deutschen Meisterschaften errungen.

## Erfolge
| Saison      | Veranstaltung                         | Disziplin    | Platz | Name |
| ----------- | ------------------------------------- | ------------ | ----- | --- |
| 1982/1983   | Deutsche Einzelmeisterschaft U16      | Mixed        | 2     | Holger Broß (Post SV Salzgitter) / Claudia Kürsten (BV Gifhorn) |
| 1984/1985   | Deutsche Einzelmeisterschaft U22      | Damendoppel  | 2     | Claudia Kürsten (BV Gifhorn) / Hiltraud Wendt (SF Salzgitter) |
| 1988/1989   | Deutsche Einzelmeisterschaft U14      | Herrendoppel | 1     | Tim Breden / Sascha Horatzek (SpFreiz.Leherheide Bremerhaven / BV Gifhorn von 1968) |
| 1989/1990   | Deutsche Einzelmeisterschaft U16      | Damendoppel  | 1     | Nicole Hampel / Nina Bruns (BC Comet Braunschweig / BV Gifhorn von 1968) |
| 1989/1990   | Deutsche Einzelmeisterschaft U16      | Mixed        | 1     | Wolf-Dieter Baier / Nina Bruns (VfB Friedrichshafen / BV Gifhorn von 1968) |
| 1989/1990   | Deutsche Einzelmeisterschaft O40      | Herrendoppel | 2     | Hans Werner Niesner (BV Gifhorn) / Dietmar Unser (BC Braunschweig) |
| 1989/1990   | Deutsche Einzelmeisterschaft O40      | Herreneinzel | 2     | Hans Werner Niesner (BV Gifhorn) |
| 1989/1990   | Deutsche Einzelmeisterschaft U16      | Herrendoppel | 2     | Tim Breden (PSV Bremerhaven) / Sascha Horatzek (BV Gifhorn) |
| 1989/1990   | Deutsche Einzelmeisterschaft U16      | Dameneinzel  | 2     | Nina Bruns (BV Gifhorn) |
| 1990/1991   | Deutsche Einzelmeisterschaft U16      | Herrendoppel | 1     | Sascha Horatzek / Tim Breden (BV Gifhorn von 1968 / BV 90 Bremerhaven (Post SV / SFL)) |
| 1991/1992   | Deutsche Einzelmeisterschaft U18      | Dameneinzel  | 2     | Nina Bruns (BV Gifhorn) |
| 1994/1995   | Deutsche Einzelmeisterschaft U18      | Mixed        | 1     | Björn Decker / Wiebke Schrempf (SSV Heiligenwald / BV Gifhorn von 1968) |
| 1994/1995   | Deutsche Einzelmeisterschaft O45      | Herreneinzel | 2     | Hans Werner Niesner (BV Gifhorn) |
| 1994/1995   | Deutsche Einzelmeisterschaft U14      | Herreneinzel | 2     | Dennis Hanuschk (BV Gifhorn) |
| 1994/1995   | Deutsche Mannschaftsmeisterschaft U14 | Mannschaft   | 1     | BV Gifhorn von 1968 |
| 1995/1996   | Deutsche Einzelmeisterschaft O45      | Herreneinzel | 2     | Hans Werner Niesner (BV Gifhorn) |
| 1995/1996   | Deutsche Einzelmeisterschaft U18      | Mixed        | 2     | Mike Joppien (FC Langenfeld) / Wiebke Schrempf (BV Gifhorn) |
| 1996/1997   | Deutsche Einzelmeisterschaft U22      | Damendoppel  | 2     | Viola Rathgeber (SSV Heiligenwald) / Anika Sietz (BV Gifhorn) |
| 1996/1997   | Deutsche Einzelmeisterschaft U16      | Damendoppel  | 2     | Sonja Horatzek (BV Gifhorn) / Caren Hückstädt (SG Empor Brandenburger Tor) |
| 1996/1997   | Deutsche Einzelmeisterschaft          | Damendoppel  | 3     | Viola Rathgeber / Anika Sietz (SSV Heiligenwald / BV Gifhorn) |
| 1998/1999   | Deutsche Einzelmeisterschaft U22      | Herrendoppel | 2     | Kristof Hopp (BW Wittorf) / Maurice Niesner (BV Gifhorn) |
| 1998/1999   | Deutsche Einzelmeisterschaft U15      | Damendoppel  | 2     | Simone Peters (BV Gifhorn) / Katrin Schindler (BV Gifhorn) |
| 1998/1999   | Deutsche Einzelmeisterschaft          | Herreneinzel | 3     | Sören Bredenkamp (BV Gifhorn) |
| 1998/1999   | Deutsche Einzelmeisterschaft U15      | Herrendoppel | 2     | Patrik Neubacher (Damp 2000) / Daniel Korn (BV Gifhorn) |
| 1999/2000   | Deutsche Einzelmeisterschaft O32      | Mixed        | 2     | Stefan Frey (PSV Ludwigshafen) / Heidi Bender (BV Gifhorn) |
| 1999/2000   | Deutsche Mannschaftsmeisterschaft U15 | Mannschaft   | 1     | BV Gifhorn von 1968 |
| 1999/2000   | Deutsche Einzelmeisterschaft O32      | Damendoppel  | 2     | Heidi Bender (BV Gifhorn) / Elke Drews (BC Lörrach-Brombach) |
| 2000/2001   | Deutsche Einzelmeisterschaft O40      | Mixed        | 1     | Stefan Frey / Heidi Bender (Post SV Ludwigshafen / BV Gifhorn von 1968) |
| 2000/2001   | Deutsche Einzelmeisterschaft O40      | Damendoppel  | 1     | Heidi Bender / Petra Dieris Wierichs (BV Gifhorn von 1968 / DJK Thomasstadt Kempen) |
| 2000/2001   | Deutsche Einzelmeisterschaft O40      | Dameneinzel  | 1     | Heidi Bender (BV Gifhorn von 1968) |
| 2000/2001   | Deutsche Einzelmeisterschaft U15      | Damendoppel  | 1     | Annekatrin Lillie / Sinje d'Heureuse (BV Gifhorn von 1968 / ASC Spandau) |
| 2000/2001   | Deutsche Einzelmeisterschaft U15      | Dameneinzel  | 1     | Annekatrin Lillie (BV Gifhorn von 1968) |
| 2000/2001   | Deutsche Einzelmeisterschaft U15      | Mixed        | 1     | Jan-Sören Schulz / Annekatrin Lillie (VfB Lübeck / BV Gifhorn von 1968) |
| 2001/2002   | Deutsche Einzelmeisterschaft U17      | Dameneinzel  | 2     | Annekatrin Lillie (BV Gifhorn) |
| 2002/2003   | Deutsche Einzelmeisterschaft U17      | Dameneinzel  | 5     | Annekatrin Lillie (BV Gifhorn) |
| 2002/2003   | Deutsche Einzelmeisterschaft U17      | Damendoppel  | 1     | Annekatrin Lillie / Cathrein Hückstädt (BV Gifhorn / SG Empor Brandenburger Tor) |
| 2002/2003   | Deutsche Einzelmeisterschaft U17      | Herrendoppel | 3     | Hannes Roffmann (BV Drömling) / Robert Hinsche (BV Gifhorn) |
| 2002/2003   | Deutsche Einzelmeisterschaft U17      | Mixed        | 1     | Jan Sören Schulz / Annekatrin Lillie (VfB Lübeck / BV Gifhorn) |
| 2003/2004   | Deutsche Einzelmeisterschaft U17      | Mixed        | 3     | Hannes Roffmann / Anne-Christin Reiter (BV Gifhorn / EBT Berlin) |
| 2003/2004   | Deutsche Einzelmeisterschaft U19      | Dameneinzel  | 3     | Annekatrin Lillie (BV Gifhorn) |
| 2003/2004   | Deutsche Einzelmeisterschaft U19      | Herreneinzel | 3     | Guido Radecker (BV Gifhorn) |
| 2003/2004   | Deutsche Mannschaftsmeisterschaft U19 | Mannschaft   | 1     | BV Gifhorn (Martin Denecke, Robert Hinsche, Anne Behrends, Annekatrin Lillie, Guido Radecker, Alexander Ohk, Tim Kluczynski, Hannes Roffmann und den Trainern Dirk Reichstein und Hans Werner Niesner) |
| 2003/2004   | Deutsche Einzelmeisterschaft U19      | Mixed        | 2     | Jan Sören Schulz / Annekatrin Lillie (VfB Lübeck / BV Gifhorn) |
| 2003/2004   | Deutsche Einzelmeisterschaft U19      | Herrendoppel | 3     | Guido Radecker / Patrick Neubacher (BV Gifhorn / BW Wittorf) |
| 2003/2004   | Deutsche Einzelmeisterschaft U17      | Herreneinzel | 1     | Hannes Roffmann (BV Gifhorn) |
| 2003/2004   | Deutsche Einzelmeisterschaft U19      | Damendoppel  | 1     | Karin Schnaase / Annekatrin Lillie (SC Union 08 Lüdinghausen / BV Gifhorn) |
| 2003/2004   | Deutsche Einzelmeisterschaft U17      | Herrendoppel | 2     | Hannes Roffmann / Robert Hinsche (BV Drömling / BV Gifhorn) |
| 2004/2005   | Deutsche Einzelmeisterschaft U19      | Herreneinzel | 2     | Hannes Roffmann (BV Gifhorn) |
| 2004/2005   | Deutsche Einzelmeisterschaft U19      | Mixed        | 3     | Hannes Roffmann / Anne-Christin Reiter (BV Gifhorn / EBT Berlin) |
| 2004/2005   | Deutsche Einzelmeisterschaft U19      | Herrendoppel | 3     | Martin Deneke / Hannes Roffmann (BV Gifhorn) |
| 2004/2005   | Deutsche Einzelmeisterschaft U19      | Mixed        | 1     | Jan-Sören Schulz / Annekatrin Lillie (VfB Lübeck / BV Gifhorn) |
| 2004/2005   | Deutsche Einzelmeisterschaft U22      | Mixed        | 1     | Jan-Sören Schulz / Annekatrin Lillie (VfB Lübeck / BV Gifhorn) |
| 2004/2005   | Deutsche Einzelmeisterschaft U19      | Damendoppel  | 1     | Annekatrin Lillie / Johanna Goliszewski (BV Gifhorn / 1. BV Maintal) |
| 2004/2005   | Deutsche Mannschaftsmeisterschaft U19 | Mannschaft   | 2     | BV Gifhorn (Hannes Roffmann, Robert Hinsche, Tim Kluczynski, Martin Denecke, Max Schichta, Anne Behrends, Annekatrin Lillie, Tessa Koschig)                                                            |
| 2005/2006   | Deutsche Einzelmeisterschaft U19      | Herreneinzel | 3     | Hannes Roffmann (BV Gifhorn) |
| 2005/2006   | Deutsche Einzelmeisterschaft U19      | Herrendoppel | 3     | Hannes Roffmann / Robert Hinsche (BV Gifhorn) |
| 2005/2006   | Deutsche Einzelmeisterschaft U22      | Herreneinzel | 1     | Jan Patrick Helmchen (BV Gifhorn) |
| 2005/2006   | Deutsche Einzelmeisterschaft U19      | Mixed        | 3     | Hannes Roffmann / Anne-Christin Reiter (BV Gifhorn / EBT Berlin) |
| 2006/2007   | Deutsche Einzelmeisterschaft U22      | Dameneinzel  | 2     | Astrid Hoffmann (BV Gifhorn) |
| 2006/2007   | Deutsche Einzelmeisterschaft          | Herreneinzel | 3     | Maurice Niesner (BV Gifhorn) |
| 2006/2007   | Deutsche Einzelmeisterschaft U22      | Damendoppel  | 1     | Annekatrin Lillie (BW Wittorf) / Astrid Hoffmann (BV Gifhorn) |
| 2008 / 2009 | Deutsche Einzelmeisterschaft          | Mixed        | 3     | Maurice Niesner (BV Gifhorn) / Anne-Christin Reiter (SG EBT Berlin) |
| 2009 / 2010 | Deutsche Einzelmeisterschaft          | Herrendoppel | 3     | Maurice Niesner (BV Gifhorn) / Till Zander (VfL 93 Hamburg) |